# Тврђава Врмац
Тврђава Врмац је некадашње утврђење Аустроугарског царства које се налази на јужном крају планине Врмац у близини Тивта у Црној Гори. Основана 1860. године, садашња грађевина изграђена је између 1894. и 1897. године, а деловала је током Првог светског рата, када је била жестоко бомбардована од стране Црногораца. Поправљена је и разоружана пред крај рата и напуштен је након периода окупације од стране југословенских трупа. Данас је једно од најбоље очуваних аустроугарских утврђења на подручју Боке Которске.

## Позадина изградње
Најјужнији део Аустроугарског царства обухватао је подручје Боке которске, коју је царство користило као велику поморску базу са центром у граду Котору (тада познатом као „Катаро”). Залеђе иза залива контролисала је независна кнежевина (касније краљевина) Црна Гора, која је контролисала планине источно од Котора.
Аустроугари су се суочили са значајним проблемима у држању територије, јер су Црногорци и њихови руски савезници тежили да преузму контролу над заливом, а аустријска власт није била опште прихваћена од стране становника тог подручја. Две озбиљне побуне подигло је српско племе Кривошије који је настањивало истичне бокове планине Орјен изнад Рисна. Године 1869. племе је поразио аустроугарску војску послату да угуши њихову побуну и замало заузело тврђаву. Аустријанци су одговорили на устанак изградњом низа утврђења око Бока которске и на стратешким тачкама даље у унутрашњости, те јачањем или поновном изградњом постојећих тврђава, укључујући и тврђаву на Врмцу.

## Положај тврђаве
Тврђава Врмац се налази на Врмцу, кречњачком гребену који се уздиже на 785 метара и дели унутрашњи и спољашњи део Боке Которске. Гледа на Котор на истоку, на превој Троице који води ка Котору на југу и на долину Жупе на западу. До тврђаве се долази војним путем који су изградили Аустроугари који иде преко врха гребена од Троице до Горње Ластве у општини Тиват, или кривудавом стазом која води уз планину од Муа, предграђа Котора. Њен положај је изабран да може да подржи ободну тврђаву Горажду са друге стране превоја Троице и Шкаљарску батерију на југу. Од 1909. године подржава га и утврда Траште која се налази на брдима изнад равнице Тиватског поља на западу. Локација је веома стратешка, али је била подложна артиљеријском нападу са висова планине Ловћен са друге стране Бококоторског залива.
У једној аустријској публикацији из 1870. коментарише се да „централни положај утврђења обезбеђује поседовање читаве Боке Которске. Овде су смештајне зграде и магацини. Направљене су цистерне, депои, болнице, одбрамбене касарне и утврђења, који чине овај положај истински неосвојивим замком у стени...“ Међутим, у њему је отворено напоменуто да је аустријска контрола над Боком Которском била слаба: „Не треба се заваравати о тврдњи да контролишемо читаву Боку, окружени непоузданим становништвом која неометано гравитира ка Црној Гори, наше трупе у Боки биће ограничене на утврђена места и област коју контролишу њихови топови у тренутку када се руски бродови појаве у Јадранском мору.“